# ロスチスラフ・フセヴォロドヴィチ
ロスチスラフ・フセヴォロドヴィチ（ロシア語: Ростислав Всеволодович、1070年 - 1093年）は、キエフ大公フセヴォロドの末の息子（ウラジーミル・モノマフの弟）である。ペレヤスラヴリ公：1078年 - 1093年。

## 生涯
1078年、伯父のキエフ大公・イジャスラフがチェルニゴフ付近の戦い(ru)で戦死すると、父がキエフ大公位を継いだ。兄のモノマフはチェルニゴフ公となり、ロスチスラフは兄と共にペレヤスラヴリ公国領を統治した。また、テュルク系ポロヴェツ族との戦いに参加した。
父のフセヴォロドは晩年病に倒れるが、その時にポロヴェツ族による新たな襲撃がはじまった。1093年、フセヴォロドが病死するとキエフ大公位はトゥーロフ公スヴャトポルクのものとなった。ロスチスラフはスヴャトポルク、モノマフらと共にステューフナ川の戦い(ru)に参加するがポロヴェツ族に敗北し、退却の際に溺死した。